# Magnusson
Magnusson ist ein schwedischer Familienname.

## Herkunft und Bedeutung
Magnusson ist ein Patronym und bedeutet Sohn des Magnus.

## Namensträger
- Anna Magnusson (* 1995), schwedische Biathletin
- Anneli Magnusson (* 1970), schwedische Sängerin, siehe Pandora (Sängerin)
- Åsa Magnusson (* 1964), schwedische Freestyle-Skierin
- Benno Magnusson (* 1953), schwedischer Fußballspieler
- Birger Magnusson (1280–1321), schwedischer König von 1290 bis 1319, siehe Birger (Schweden)
- Bob Magnusson (* 1947), US-amerikanischer Jazz- und Studiobassist
- Carl Magnusson (* 1940), schwedischer Industriedesigner, Erfinder und Dozent
- Charles Magnusson (1878–1948), schwedischer Kameramann, Filmproduzent und Drehbuchautor
- Christine Magnusson (* 1964), schwedische Badmintonspielerin
- Conrad Magnusson (1874–1924), US-amerikanischer Tauzieher
- Dan Magnusson (* 1955), schwedischer Schlagzeuger
- David Magnusson (1925–2017), schwedischer Psychologe
- Emil Magnusson (1887–1933), schwedischer Leichtathlet
- Erik Magnusson (1282–1318), schwedischer Herzog
- Glenn Magnusson (* 1969), schwedischer Radrennfahrer
- Greta Magnusson (1929–1998), schwedische Weitspringerin und Sprinterin
- Greta Magnusson-Grossman (1906–1999), schwedische Möbeldesignerin und Architektin
- Hans Magnusson (* 1960), schwedischer Eisschnellläufer
- Julia Magnusson (* 1985), schwedische Fußballschiedsrichterassistentin
- Kim Magnusson (Filmproduzent) (* 1965), dänischer Filmproduzent
- Kim Magnusson (Radsportler) (* 1992), schwedischer Radsportler
- Knut Magnusson († 1251), schwedischer Gesetzesmann
- Kristof Magnusson (* 1976), deutscher Schriftsteller
- Lennart Magnusson (1924–2011), schwedischer Fechter
- Leo Magnusson (* 1998), schwedischer Leichtathlet
- Magnus Magnusson, Earl of Orkney (1273–1284), schottischer Adliger
- Magnus Magnusson (Schriftsteller) (1929–2007), isländisch-britischer Schriftsteller und Moderator
- Magnus Magnusson (Filmschaffender) (* 1941), schwedisch-dänischer Filmarchitekt und Regisseur
- Magnús Magnússon (Strongman), isländischer Kraftsportler
- Magnús Ver Magnússon (* 1963), isländischer Gewichtheber und Kraftsportler
- Margareta Magnusson, schwedische Künstlerin und Schriftstellerin
- Mats Magnusson (* 1963), schwedischer Fußballspieler
- Mikael Magnusson (* 1973), schwedischer Eishockeyspieler
- Nils Harald Magnusson (1890–1976), schwedischer Geologe
- Oliwer Magnusson (* 2000), schwedischer Freestyle-Skier
- Otto Magnusson (1864–1939), schwedischer Politiker
- Peter Magnusson (* 1984), schwedischer Fußballspieler
- Ragnar Magnusson (1901–1981), schwedischer Langstreckenläufer
- Rikard Magnusson (* 1971), schwedischer Badmintonspieler
- Roger Magnusson (* 1945), schwedischer Fußballspieler
- Sven-Erik Magnusson (1942–2017), schwedischer Sänger
- Tage Magnusson (1910–2005), schwedischer Politiker
- Thomas Magnusson (Skilangläufer) (auch Thomas Magnuson; * 1950), schwedischer Skilangläufer
- Thomas Magnusson (Fußballspieler) (* 1978), schwedischer Fußballspieler
- Tivi Magnusson (* 1942), dänischer Filmproduzent
- Tova Magnusson-Norling (* 1968), schwedische Schauspielerin, Komikerin und Filmregisseurin
- Waldemar Magnusson (um 1285–1318), schwedischer Prinz und Herzog von Finnland
- Werner Magnusson (1890–1966), schwedischer Langstreckenläufer